# Wijnhoffia timorensis
Wijnhoffia timorensis är en djurart som tillhör fylumet slemmaskar, och som först beskrevs av Stiasny-Wijnhoff 1936.  Wijnhoffia timorensis ingår i släktet Wijnhoffia och familjen Drepanophoridae. Inga underarter finns listade i Catalogue of Life.